# Istiodactylus
Istiodactylus is een geslacht van uitgestorven pterosauriërs, behorend tot de groep van de Pterodactyloidea, dat tijdens het Vroeg-Krijt leefde in het gebied van het huidige Engeland.

## Vondst en naamgeving
In 1887 benoemde Harry Govier Seeley de soort Ornithodesmus cluniculus, voor een klein fossiel bekken bij Brook gevonden in de Wessexformatie uit de Wealden Group, dat hij aanzag voor dat van een vogel — de geslachtsnaam betekent dan ook 'schakel met de vogels'. In 1901 dacht Seeley echter dat het bij nader inzien ging om resten van een pterosauriër.  Als tweede soort binnen het geslacht benoemde hij Ornithodesmus latidens: latidens betekent 'breedtand' in het Latijn, een verwijzing naar de typische compressie van de tanden. De soort was gebaseerd op BMNH R 0176, een specimen uit de verzameling van het British Museum of Natural History, bestaande uit de achterkant van een schedel, een borstbeen, een bekken en een rechteropperarmbeen. In 1913 beschreef Reginald Walter Hooley het materiaal nog eens uitgebreider. Hij bracht er andere fossielen mee in verband: BMNH R3877, een gedeeltelijk skelet met schedel, onderkaak, borstbeen, bekken en achterpootfragmenten en BMNH R3878, bestaande uit de voorste ledematen. Deze botten waren aangetroffen in het Barremien-Aptien van de Vectisformatie, ook op het eiland Wight. Later zou ook MZC T 706, een gedeeltelijke schedel, als behorend tot de soort aangemerkt worden.

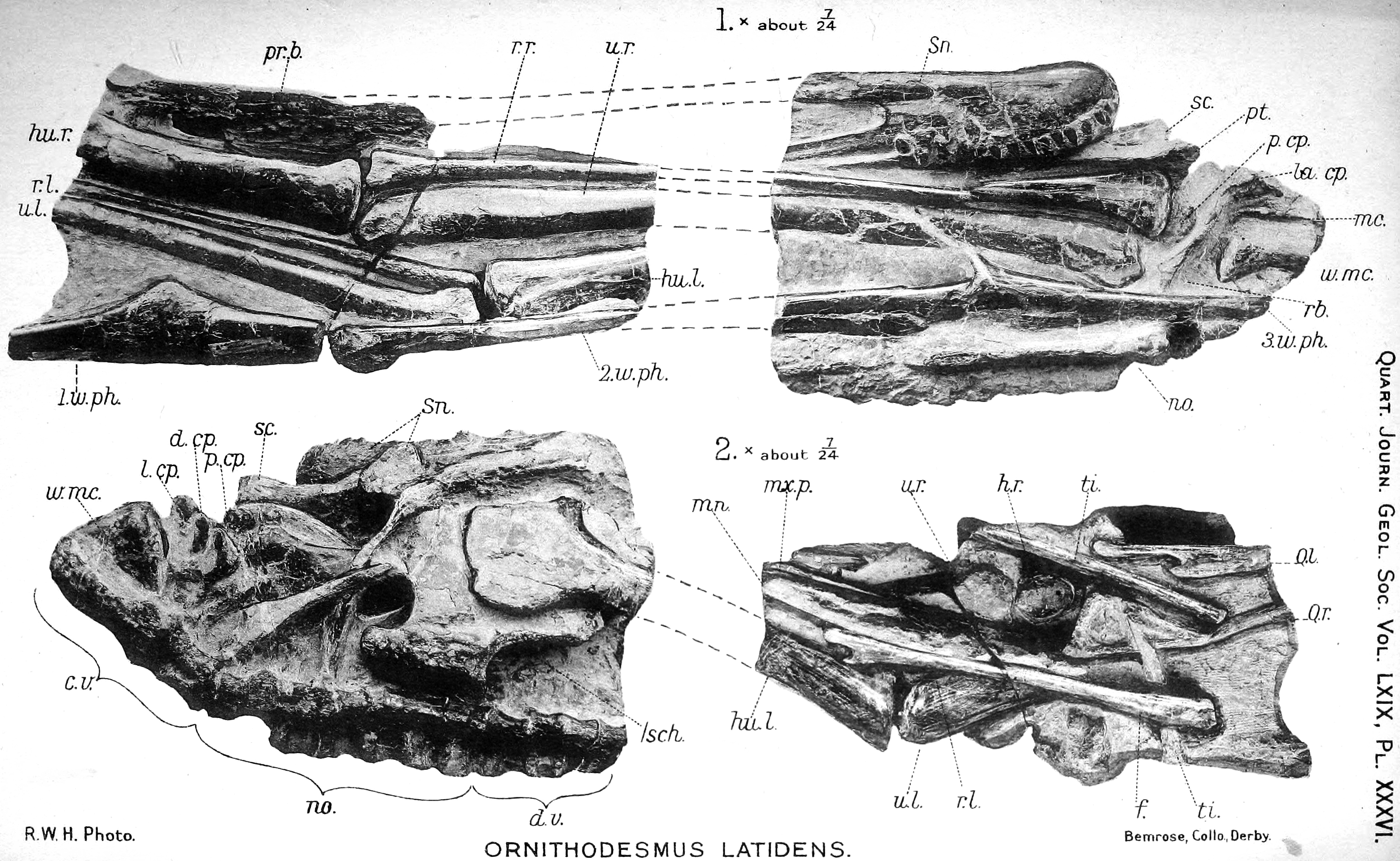
R3877 zoals gevonden

In 2001 concludeerden Stafford Howse, Andrew Milner en David Michael Martill echter dat Seeley oorspronkelijk de plank nog niet zo ver misgeslagen had: het ging bij het holotype van Ornithodesmus inderdaad om een dinosauriër, zij het geen vogel maar een nauw verwante troödontide. Milner had dit eind jaren tachtig al vastgesteld. Dat betekende dat voor O. latidens een nieuw geslacht moest worden vastgesteld. Op basis van BMNH R176 als holotype benoemden ze Istiodactylus, naar het Klassiek Griekse istion, 'zeil' en daktylos, 'vinger', tezamen een verwijzing naar het feit dat bij pterosauriërs de vleugel gevormd wordt door een zeilvormige vlieghuid die aan de vleugelvinger verbonden is. De typesoort bleef Ornithodesmus latidens maar de combinatio nova werd Istiodactylus latidens.

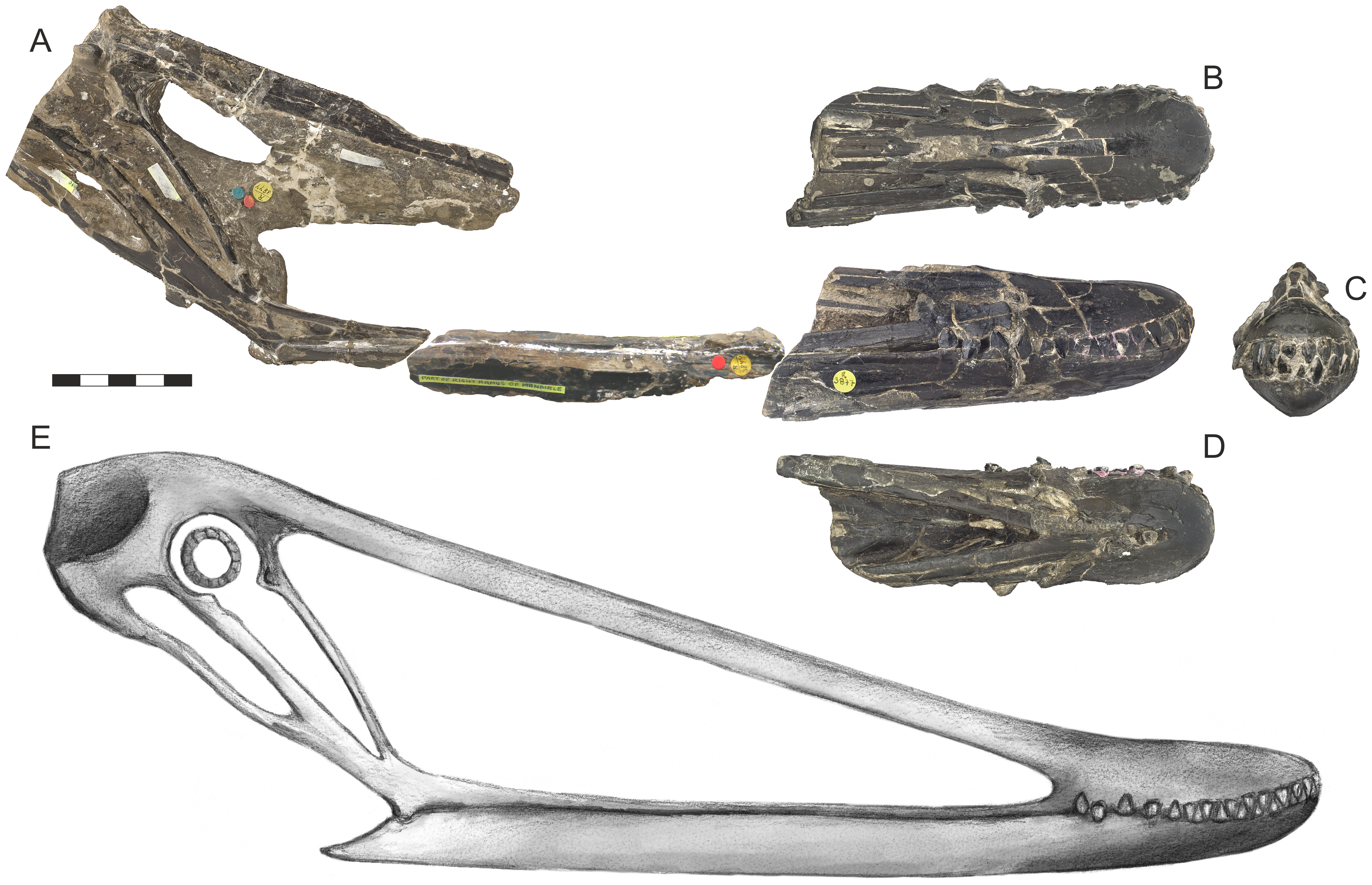
R3877 met reconstructie van de schedel volgens Witton

In 2012 wees Mark Paul Witton erop dat Hooley bij zijn reconstructie van de schedel een belangrijk fragment van BMNH R3877 buiten beschouwing gelaten had, dat volgens Witton precies het achterste deel van de schedel en de snuit verbond, zodat een veel accuratere schatting van de schedellengte mogelijk is.
In 2021 werd een specimen gemeld dat aangetroffen was in het geologisch museum van Moskou. De precieze herkomst is onbekend maar vermoedelijk stamt het van Wight. Het betreft een snuit met voorste onderkaken, mogelijk zelfs van het holotype van Istiodactylus.

## Beschrijving

### Onderscheidende kenmerken
In 2012 stelde Witton een verbeterde lijst van onderscheidende kenmerken vast. De tanden beperken zich tot het snuitgedeelte vóór de nasoantorbitale opening. Er zijn hoogstens achtenveertig tanden in het geheel van de bovenkaken. De tandenrij van de bovenkaak beslaat minder dan een kwart van de bovenkaakslengte. De snuit draagt een bovenste richel in de lengterichting. De maxilla is minder dan half zo hoog als de praemaxilla lang is. De opgaande tak van het jukbeen is minder dan 15% zo breed als de praemaxilla lang is. Het quadratojugale is van voor naar achter minder lang dan de praemaxilla. De kaaklengte is niet meer dan 2,6 maal de hoogte van de schedel. De lengte van de kaken is minder dan drie keer de breedte van het achterhoofd.

### Skelet

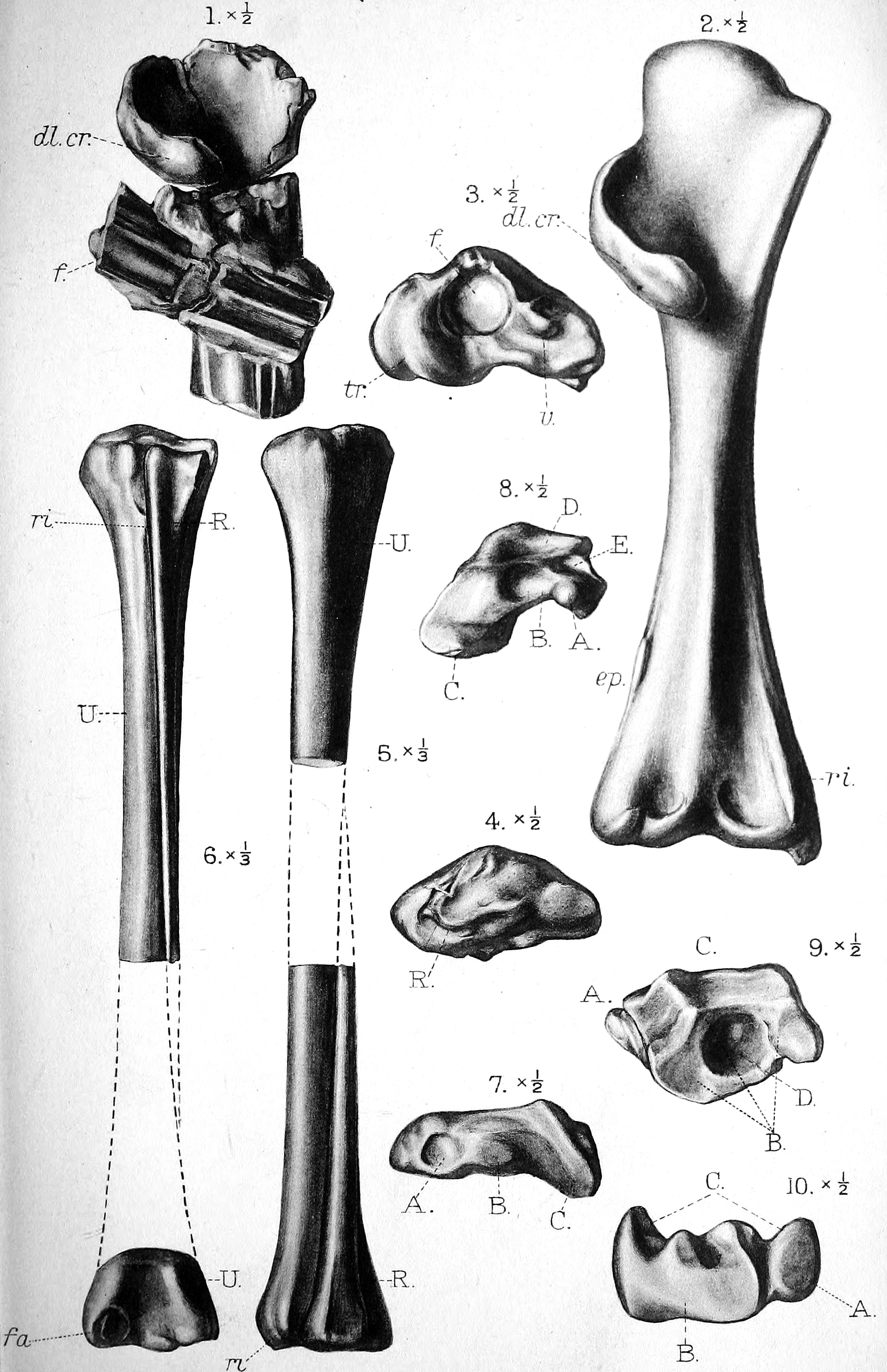
Skeletelementen geïllustreerd in Woodward (1913)

Het fossiel materiaal bevat geen volledige schedel. De schedel van Istiodactylus was naar schatting van Hooley zo'n 56 centimeter lang. Later volgde Gustav von Arthaber deze lengte hoewel hij, verwarrend genoeg, de kop veel gedrongener reconstrueerde. Hooley schatte de onderkaakslengte op 433 millimeter. In zijn nieuwe interpretatie brengt Witton dit terug tot minimaal 333 millimeter en extrapoleert daaruit een lengte voor de schedel als geheel van niet meer dan vijfenveertig centimeter.
Het gedeelte voor de neusgaten is zwaar gebouwd, kort en stomp. De neusgaten zijn vergroeid met de fenestra antorbitalis in een lange fenestra nasantorbitalis. De oogkassen, vrij klein en hoog in de schedel staand, zijn van onderen verbonden met een spleetvormige opening die weer onder de naso-antorbitale opening ligt. Andere pterosauriërs hebben vaak ook een verlengde schedel maar Istiodactylus was de eerste die gevonden werd met zo'n brede stompe bek vooraan, die wel met een eendenbek vergeleken wordt; in de interpretatie van Witton is de snuit relatief nog breder. Het samengegroeid geheel van de onderkaken is het hoogst daar waar de takken van deze mandibula uit elkaar gaan; wat ook weer vrij vooraan is: de vergroeiing, symfysis, van de onderkaken vooraan is vrij kort. Ook eigenaardig zijn de tanden die, hoewel in een enkele punt eindigend, afgeplat zijn, ofwel bladvormig in plaats van kegelvormig, en verankerd met drie ondiepe tandwortels. Er staan vierentwintig paar tanden in de bovenkaken en vijfentwintig paar in de onderkaken. De tanden grijpen vooraan, waar ze dicht opeen staan, in elkaar. Achter de voorste punt van de naso-antorbitale schedelopening ontbreken ze volledig. Volgens een beschrijving van David Martill uit 2013 bevindt zich op de voorste punt van de onderkaak een pseudotand, driehoekig en van binnen naar buiten afgeplat, die past in een gaping tussen de eerste tanden van de praemaxilla.
In 2021 werd een centrale kiel gemeld op het verhemelte.
Een basaal kenmerk van Istiodactylus is dat de gewrichten die de ravenbeksbeenderen met het borstbeen verbinden achter elkaar liggen in plaats van naast elkaar zoals bij andere Pterodactyloidea. Het notarium bestaat uit zes vergroeide wervels en heeft een hoge supraneurale plaat in het midden. Het borstbeen heeft een hoge kam maar geen cristospina, uitsteeksel naar voren. De deltopectoraalkam op het opperarmbeen is sterk spiraalvormig gedraaid. Het vierde middenhandsbeen is half zo lang als de onderarm; daarin is de ellepijp duidelijk langer dan het spaakbeen. De spanwijdte wordt tegenwoordig geschat op 4,2 à 4,3 meter; oudere literatuur spreekt van een vijf meter.

## Fylogenie
Ornithodesmus is door Hooley nog in een Ornithodesmidae geplaatst welk begrip door de naamsverandering waardeloos geworden is. Istiodactylus werd door Howse ondergebracht in een Istiodactylidae; volgens Alexander Kellner bevindt hij zich met Ornithocheirus compressirostris (een soort die volgens de classificatie van David Unwin tot Lonchodectes behoort) en de Anhangueridae in een klade.
|  | Haopterus gracilis      |
|  |                         |
|  | Mimodactylus libanensis |
|  |                         |

|  | Liaoxipterus brachyognathus                                                       |
|  |                                                                                   |
|  | \| \| Istiodactylus latidens \| \| \| \| \| \| Istiodactylus sinensis \| \| \| \| |
|  |                                                                                   |
|  | Istiodactylus latidens                                                            |
|  |                                                                                   |
|  | Istiodactylus sinensis                                                            |
|  |                                                                                   |

|  | Istiodactylus latidens |
|  |                        |
|  | Istiodactylus sinensis |
|  |                        |

|  | Liaoxipterus brachyognathus                                                       |
|  |                                                                                   |
|  | \| \| Istiodactylus latidens \| \| \| \| \| \| Istiodactylus sinensis \| \| \| \| |
|  |                                                                                   |
|  | Istiodactylus latidens                                                            |
|  |                                                                                   |
|  | Istiodactylus sinensis                                                            |
|  |                                                                                   |

|  | Istiodactylus latidens |
|  |                        |
|  | Istiodactylus sinensis |
|  |                        |

|  | Liaoxipterus brachyognathus                                                       |
|  |                                                                                   |
|  | \| \| Istiodactylus latidens \| \| \| \| \| \| Istiodactylus sinensis \| \| \| \| |
|  |                                                                                   |
|  | Istiodactylus latidens                                                            |
|  |                                                                                   |
|  | Istiodactylus sinensis                                                            |
|  |                                                                                   |

|  | Istiodactylus latidens |
|  |                        |
|  | Istiodactylus sinensis |
|  |                        |

|  | Liaoxipterus brachyognathus                                                       |
|  |                                                                                   |
|  | \| \| Istiodactylus latidens \| \| \| \| \| \| Istiodactylus sinensis \| \| \| \| |
|  |                                                                                   |
|  | Istiodactylus latidens                                                            |
|  |                                                                                   |
|  | Istiodactylus sinensis                                                            |
|  |                                                                                   |

|  | Istiodactylus latidens |
|  |                        |
|  | Istiodactylus sinensis |
|  |                        |

|  | Haopterus gracilis      |
|  |                         |
|  | Mimodactylus libanensis |
|  |                         |

|  | Liaoxipterus brachyognathus                                                       |
|  |                                                                                   |
|  | \| \| Istiodactylus latidens \| \| \| \| \| \| Istiodactylus sinensis \| \| \| \| |
|  |                                                                                   |
|  | Istiodactylus latidens                                                            |
|  |                                                                                   |
|  | Istiodactylus sinensis                                                            |
|  |                                                                                   |

|  | Istiodactylus latidens |
|  |                        |
|  | Istiodactylus sinensis |
|  |                        |

|  | Liaoxipterus brachyognathus                                                       |
|  |                                                                                   |
|  | \| \| Istiodactylus latidens \| \| \| \| \| \| Istiodactylus sinensis \| \| \| \| |
|  |                                                                                   |
|  | Istiodactylus latidens                                                            |
|  |                                                                                   |
|  | Istiodactylus sinensis                                                            |
|  |                                                                                   |

|  | Istiodactylus latidens |
|  |                        |
|  | Istiodactylus sinensis |
|  |                        |

|  | Liaoxipterus brachyognathus                                                       |
|  |                                                                                   |
|  | \| \| Istiodactylus latidens \| \| \| \| \| \| Istiodactylus sinensis \| \| \| \| |
|  |                                                                                   |
|  | Istiodactylus latidens                                                            |
|  |                                                                                   |
|  | Istiodactylus sinensis                                                            |
|  |                                                                                   |

|  | Istiodactylus latidens |
|  |                        |
|  | Istiodactylus sinensis |
|  |                        |

|  | Liaoxipterus brachyognathus                                                       |
|  |                                                                                   |
|  | \| \| Istiodactylus latidens \| \| \| \| \| \| Istiodactylus sinensis \| \| \| \| |
|  |                                                                                   |
|  | Istiodactylus latidens                                                            |
|  |                                                                                   |
|  | Istiodactylus sinensis                                                            |
|  |                                                                                   |

|  | Istiodactylus latidens |
|  |                        |
|  | Istiodactylus sinensis |
|  |                        |

## Levenswijze

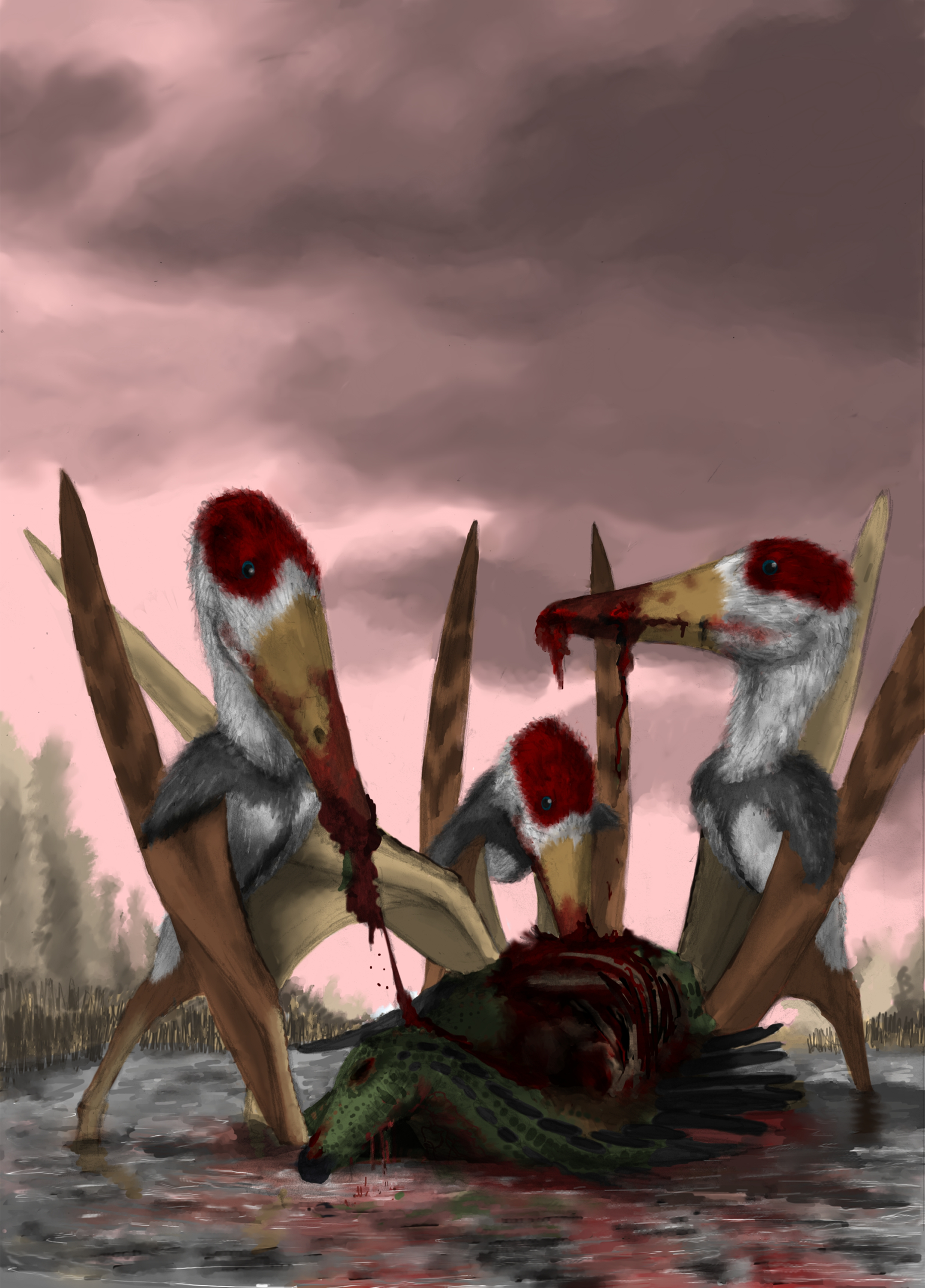
Istiodactylus door Witton afgebeeld als aaseter

De eigenaardige schedel- en tandvorm heeft de vraag opgeroepen waaruit het voedsel van Istiodactylus bestond. Vaak wordt voor pterosauriërs als geheel een levenswijze als viseter verondersteld; bij Istiodactylus zijn de langgerekte kaken als een aanpassing aan het vangen van vissen gezien. Daartegen spreekt echter de afgeplatte vorm van de tandkronen die geoptimaliseerd lijken voor het doorsnijden van vlees. Dat het dier echter vlees uit grotere prooien scheurde, is weer niet in overeenstemming met de ondiepe tandwortels. Howse stelde daarom dat Istiodactylus als aaseter vlees uit kadavers plukte. Aangezien een dode prooi niet tegenspartelt, is er veel minder risico dat de tanden eruit getrokken worden. Dit verklaart ook waarom de onderkaken vooraan relatief ondiep zijn en veel beenstijlen in de schedel zwak: een grote bijtkracht is voor een aaseter die er niet op uit is om de botten te breken, overbodig. De hoge achterkant van de kop zou als aanhechting dienen voor spieren die een zijdelingse rukkende beweging konden uitvoeren.
De opmerkelijk stompe snuit is echter niet handig voor een aaseter. Michael Fastnacht kwam daarom met een alternatieve verklaring: Istiodactylus was een tegenhanger van moderne eenden en ganzen. Met zijn brede bek en korte tanden zou hij allerlei plantaardig en dierlijk materiaal uit het water gefilterd hebben.

## Istiodactylus sinensis
In 2006 werd door Lü Junchang e.a. een tweede soort benoemd: Istiodactylus sinensis. De soortaanduiding verwijst naar China. Deze soort is in het algemeen zeer gelijkend maar de afmetingen zijn met een vleugelspanwijdte van 2,7 meter een derde kleiner, 63%, zodat de grootte maar een kwart bedraagt van I. latidens. Het fossiel, holotype NGMC 99-07-011, betreft een bijna volwassen exemplaar uit de Jiufotangformatie van Liaoning. Het bestaat uit een gedeeltelijk skelet op een plaat, met schedel, vier halswervels, negen ruggenwervels, de schouderbladen en ravenbeksbeenderen, vleugelbotten, ribben, een gedeeltelijk bekken, stukken scheenbeen en dijbeen en vier teenkootjes. Verschillen met I. latidens omvatten: het bezit van zestig tanden in de schedel; een relatief langere tandenrij; een gladde bovenkant van de snuit; een robuustere maxilla en jukbeen.
Andere mogelijk nauw verwante soorten zijn:  Hongshanopterus lacustris, Nurhachius ignaciobritoi, Longchengpterus zhaoi en Liaoxipterus brachyognathus. Volgens een publicatie door Lü Jun-Chang e.a. in 2006 is Istiodactylus sinensis een jonger synoniem van Nurhachius. Andere auteurs hebben een identiteit aangenomen met Liaoxipterus. Witton acht het in ieder geval onwaarschijnlijk dat I. latidens en I. sinensis zustersoorten zijn.